# Giovanni d'Aragona (vescovo 1304)
Giovanni d'Aragona (Tarragona, 1304 – El Pobo, 19 agosto 1334) è stato un principe e arcivescovo aragonese, autore di diversi trattati teologici.

## Biografia
Era figlio del re Giacomo II di Aragona e della terza consorte Bianca di Napoli, figlia del re Carlo II d'Angiò.
Essendo figlio cadetto, venne avviato alla vita ecclesiastica. Studiò alla Certosa di Escaladei e ricevette la Tonsura a dieci anni da papa Clemente V presso la corte di Avignone.
Nel 1319 approfittando della minore età di Alfonso XI di Castiglia, venne nominato arcivescovo di Toledo da papa Giovanni XXII, diventando il Cancelliere di Castiglia. Venne investito anche del titolo di Vescovo di Lérida dall'arcivescovo di Tarragona Jimeno Martínez de Luna. Fu coinvolto negli scontri politici che segnarono gli anni di reggenza del re Alfonso XI, protagonista dei quali fu Don Juan Manuel, sposato con la sorella di Giovanni, l'infanta Costanza d'Aragona.
Terminati gli anni di reggenza, il Consiglio del re Alfonso XI fu costretto a lasciare il regno nel 1326. Giovanni lasciò il proprio incarico a Jimeno de Luna e si trasferì nel convento di San Miguel d'Escornalbou. Nel 1328 venne insignito del Patriarcato di Alessandria e nel 1328 venne nominato amministratore apostolico della sede arcivescovile di Tarragona, incarico che ricoprì fino alla sua morte. È sepolto nella cattedrale di Tarragona. Il tipo di sepolcro a parete fu realizzato probabilmente da artisti locali mentre la parte più antica è stata attribuita ad un anonimo scultore lombardo.
È stato autore di diversi trattati sulla dottrina cristiana e fu uno dei più grandi predicatori del tempo.

## Genealogia episcopale e successione apostolica
La genealogia episcopale è:
- Arcivescovo Ximeno Martínez de Luna y de Alagón
- Arcivescovo Giovanni d'Aragona

La successione apostolica è:
- Vescovo Arnaldo di Sigüenza (1326)
- Vescovo Jordan di Varmia (1327)

## Ascendenza
|                        |                 |                       | Genitori                           |  |  | Nonni |  |  | Bisnonni             |  |  | Trisnonni            |  |
|                        |                 |                       |                                    |  |  |       |  |  | Giacomo I di Aragona |  |  | Pietro II di Aragona |  |
|                        |                 |                       |                                    |  |  |       |  |  | Giacomo I di Aragona |  |  | Pietro II di Aragona |  |
|                        |                 | Maria di Montpellier  |                                    |  |  |       |  |  | Giacomo I di Aragona |  |  |                      |  |
| Pietro III d'Aragona   |                 |                       |                                    |  |  |       |  |  | Giacomo I di Aragona |  |  |                      |  |
|                        |                 | Iolanda d'Ungheria    | Andrea II d'Ungheria               |  |  |       |  |  |                      |  |  |                      |  |
|                        |                 | Iolanda d'Ungheria    | Andrea II d'Ungheria               |  |  |       |  |  |                      |  |  |                      |  |
|                        |                 | Iolanda d'Ungheria    | Iolanda di Courtenay               |  |  |       |  |  |                      |  |  |                      |  |
| Giacomo II di Aragona  |                 | Iolanda d'Ungheria    |                                    |  |  |       |  |  |                      |  |  |                      |  |
|                        |                 | Manfredi di Sicilia   | Federico II di Svevia              |  |  |       |  |  |                      |  |  |                      |  |
|                        |                 | Manfredi di Sicilia   | Federico II di Svevia              |  |  |       |  |  |                      |  |  |                      |  |
|                        |                 | Manfredi di Sicilia   | Bianca Lancia                      |  |  |       |  |  |                      |  |  |                      |  |
| Costanza di Sicilia    |                 | Manfredi di Sicilia   |                                    |  |  |       |  |  |                      |  |  |                      |  |
|                        |                 | Beatrice di Savoia    | Amedeo IV di Savoia                |  |  |       |  |  |                      |  |  |                      |  |
|                        |                 | Beatrice di Savoia    | Amedeo IV di Savoia                |  |  |       |  |  |                      |  |  |                      |  |
|                        |                 | Beatrice di Savoia    | Margherita di Borgogna             |  |  |       |  |  |                      |  |  |                      |  |
| Giovanni d'Aragona     |                 | Beatrice di Savoia    |                                    |  |  |       |  |  |                      |  |  |                      |  |
|                        | Carlo I d'Angiò | Luigi VIII di Francia |                                    |  |  |       |  |  |                      |  |  |                      |  |
|                        | Carlo I d'Angiò | Luigi VIII di Francia |                                    |  |  |       |  |  |                      |  |  |                      |  |
|                        | Carlo I d'Angiò | Bianca di Castiglia   |                                    |  |  |       |  |  |                      |  |  |                      |  |
| Carlo II d'Angiò       | Carlo I d'Angiò |                       |                                    |  |  |       |  |  |                      |  |  |                      |  |
|                        |                 | Beatrice di Provenza  | Raimondo Berengario IV di Provenza |  |  |       |  |  |                      |  |  |                      |  |
|                        |                 | Beatrice di Provenza  | Raimondo Berengario IV di Provenza |  |  |       |  |  |                      |  |  |                      |  |
|                        |                 | Beatrice di Provenza  | Beatrice di Savoia                 |  |  |       |  |  |                      |  |  |                      |  |
| Bianca di Napoli       |                 | Beatrice di Provenza  |                                    |  |  |       |  |  |                      |  |  |                      |  |
|                        |                 | Stefano V d'Ungheria  | Béla IV d'Ungheria                 |  |  |       |  |  |                      |  |  |                      |  |
|                        |                 | Stefano V d'Ungheria  | Béla IV d'Ungheria                 |  |  |       |  |  |                      |  |  |                      |  |
|                        |                 | Stefano V d'Ungheria  | Maria Laskarina                    |  |  |       |  |  |                      |  |  |                      |  |
| Maria Arpad d'Ungheria |                 | Stefano V d'Ungheria  |                                    |  |  |       |  |  |                      |  |  |                      |  |
|                        |                 | Elisabetta dei Cumani | Köten dei Cumani                   |  |  |       |  |  |                      |  |  |                      |  |
|                        |                 | Elisabetta dei Cumani | Köten dei Cumani                   |  |  |       |  |  |                      |  |  |                      |  |
|                        |                 | Elisabetta dei Cumani | …                                  |  |  |       |  |  |                      |  |  |                      |  |
|                        |                 | Elisabetta dei Cumani |                                    |  |  |       |  |  |                      |  |  |                      |  |